# Þorgerðr Hölgabrúðr et Irpa

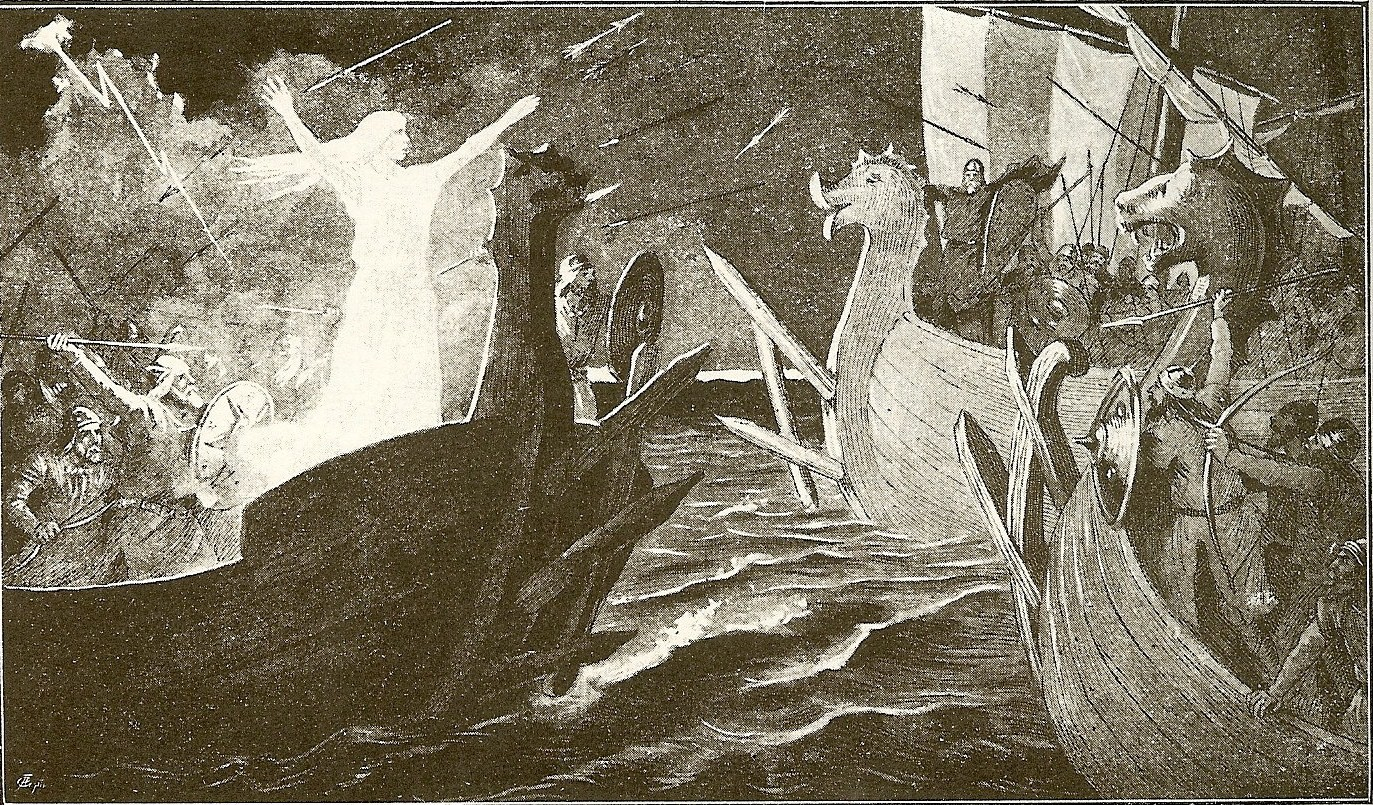
Þorgerðr Hölgabrúðr faisant face à la flotte des Jomvikings (1895) par Jenny Nyström

'Þorgerðr Hölgabrúðr et Irpa sont des déesses des Ases dans la mythologie nordique, apparaissant dans la Jómsvíkinga saga, la Saga de Njáll le Brûlé, et Þorleifs þáttr jarlsskálds (no). Ce sont les seules mentions connues de Irpa, mais Þorgerðr (Thorgerd) apparaît aussi dans le livre de lEdda de Snorri, Skáldskaparmál, dans la Saga des Féroïens, et la Harðar saga ok Hólmverja (en), et est mentionnée dans Ketils saga hœngs (en).
Þorgerðr est particulièrement associée avec Håkon Sigurdsson, et, dans Jómsvíkinga saga et Þorleifs þáttr jarlsskálds, elle et Irpa sont décrites comme des sœurs. Les rôles des déesses dans ces sources, de même que les implications de leur nom, ont résulté en maints discours et théories académiques.

## Étymologie
Le nom Þorgerðr Hölgabrúðr en vieux norrois signifie « Þorgerðr, la femme de Hölgi ». Selon Skáldskaparmál chapitre 42, Hölgi (une éponymie de la province norvégienne la plus septentrionale, Hålogaland) est aussi le père de Þorgerðr. Le prénom Þorgerðr est un nom composé du nom du dieu Þor (Thor) et de celui de la géante Gerðr (Gerd), ce dernier signifiant « enclôturé ».

## Dans les sagas

### Jómsvíkinga Saga

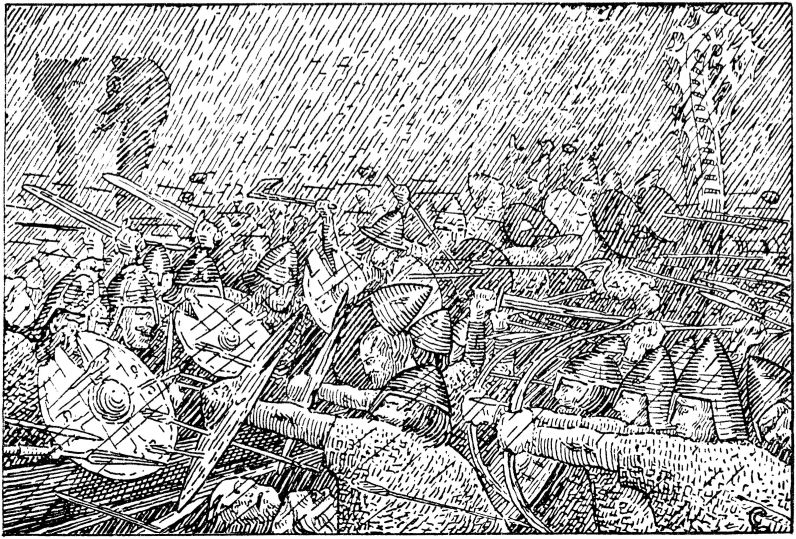
Bataille du détroit de Hjörung - Halfdan Egedius

Irpa apparaît au chapitre 21 de la Jómsvíkinga saga, qui traite surtout de la bataille du détroit de Hjörung, vers la fin du Xe siècle, entre la flotte des Jomsvikings sous Sigvaldi Strut-Haraldsson et celle de Haakon Sigurdsson et Svein Håkonsson. Durant une accalmie des combats, Haakon réclame une discussion et dit que la bataille va contre lui et ses alliés. Haakon va alors à une île appelée Primsigned, au nord de la baie d'Hjórunga. Sur l'île, Haakon s'agenouille et prie sa déesse protectrice, Þorgerðr Hǫlgabrúðr.

### Saga de Njáll le Brûlé
Dans la saga de Njáll le Brûlé, Þorgerðr et Irpa sont toutes deux mentionnées au chapitre 88.

### Skáldskaparmál
Þorgerðr est mentionnée dans le Skáldskaparmál.

### Saga des Féroïens
Dans la saga des Féroïens.

### Harðar saga ok Hólmverja
Au chapitre 19 de la Harðar saga ok Hólmverja.

### Ketils saga hœngs
Au chapitre 5 de la Ketils saga hœngs.

### Þorleifs þáttr jarlsskálds
Dans la Þorleifs þáttr jarlsskálds.

## Théories
Il existe nombre de théories au sujet de Þorgerðr et Irpa.

### L'identité de Lagertha et Þorgerðr Hölgabrúð

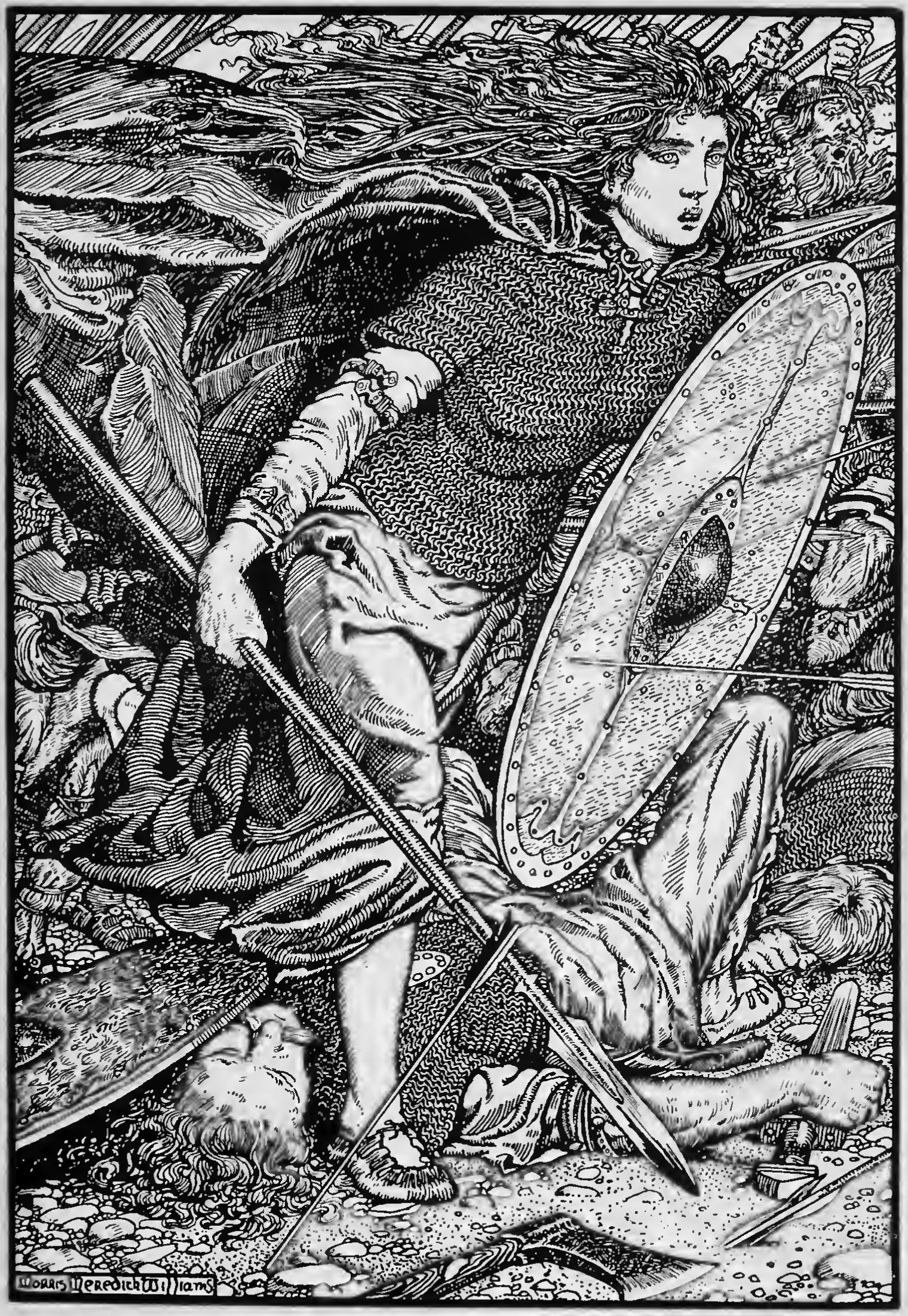
Lagertha, lithographie par Morris Meredith Williams (1913)

Hilda Ellis Davidson estime qu'il est possible, et Nora K. Chadwick très probable, que Lagertha soit en fait Þorgerðr Hölgabrúðr (Thorgerd), la déesse étant dépeinte dans plusieurs histoires. 
En dépeignant les nombreuses femmes guerrières dans ses contes, Saxo Grammaticus s'est appuyé sur la légende des Amazones de l'antiquité classique, mais aussi sur une variété de sources en vieux norrois (en particulier en islandais), qui n'ont pas été clairement identifiées.
Thorgerd était une déesse, ainsi que - tel qu'il est parfois affirmé - l'épouse, du dirigeant norvégien Haakon (c. 937–995), qui vivait à Hlaðir (Lade). Ceci peut être à l'origine du nom Hlaðgerðr. Gaulardal, la vallée de la rivière Gaula (en) – là où selon Saxo, vivait Lagertha – se situe non loin et constitue le centre du culte de Thorgerd. C'est aussi, selon Snorri, le lieu de résidence de l'épouse de Haakon, Thora. Finalement, la description de Lagertha venant en aide à Ragnar avec les cheveux au vent est semblable à la description que fait le Flateyjarbók de Thorgerd et sa sœur Irpa assistant Haakon.

### Sources
- Davidson, Hilda Ellis (1998). Roles of the Northern Goddess. Routledge.  (ISBN 0-415-13611-3)
- Hollander, Lee, (trans.) (1955). The Saga of the Jómsvíkings. University of Texas Press  (ISBN 0-292-77623-3)
- Orchard, Andy (1997). Dictionary of Norse Myth and Legend. Cassell.  (ISBN 0-304-34520-2)
- Røthe, Gunnhild (2006). "The Fictitious Figure of Þorgerðr Hölgabrúðr in the Saga Tradition," in Proceedings of the Thirteenth International Saga Conference, Durham and York, 6–12 August 2006.
- Simek, Rudolf (2007) translated by Angela Hall. Dictionary of Northern Mythology. D.S. Brewer  (ISBN 0-85991-513-1)